# Nutan
Nutan Samarth Bahl (Bombaim, 4 de junho de 1936 — 21 de fevereiro de 1991), conhecida mononimamente como Nutan, foi uma atriz indiana que trabalhou principalmente em filmes em hindi. Em uma carreira de quase quatro décadas, ela apareceu em mais de oitenta filmes, que variavam em gêneros de romances urbanos a dramas sócio-realistas. Considerada uma das melhores atrizes da história do cinema indiano, Nutan era conhecida por seu estilo de atuação naturalista em partes de mulheres em conflito, muitas vezes consideradas não convencionais. Suas honras incluem um recorde de cinco prêmios Filmfare de Melhor Atriz. Em 1974, Nutan recebeu o Padma Shri, o quarto maior prêmio civil da Índia.
Nascida em Bombaim, filha do cineasta Kumarsen Samarth e da atriz Shobhna Samarth, Nutan iniciou sua carreira aos quatorze anos no filme Hamari Beti, de 1950, dirigido por sua mãe. Posteriormente, ela estrelou os filmes Nagina e Hum Log (ambos de 1951). Seu papel em Seema (1955) lhe rendeu maior reconhecimento e seu primeiro prêmio Filmfare de Melhor Atriz. Ela continuou desempenhando papéis principais durante a década de 1960 até o final da década de 1970 e ganhou o prêmio em outras quatro ocasiões por seus papéis em Sujata (1959), Bandini (1963), Milan (1967) e Main Tulsi Tere Aangan Ki (1978). Alguns de seus outros filmes desse período incluem Anari (1959), Chhalia (1960), Tere Ghar Ke Saamne (1963), Khandan (1965), Saraswatichandra (1968), Anuraag (1972) e Saudagar (1973).
Na década de 1980, Nutan começou a interpretar papéis de personagens e continuou trabalhando até pouco antes de sua morte. Ela retratou principalmente papéis maternais em filmes como Saajan Ki Saheli (1981), Meri Jung (1985) e Naam (1986). Sua atuação em Meri Jung lhe rendeu o sexto e último prêmio Filmfare, na categoria Melhor Atriz Coadjuvante. Nutan foi casada com o tenente-comandante naval Rajnish Bahl de 1959 até sua morte por câncer de mama em 1991. Seu único filho, Mohnish Bahl, é ator.

## Juventude e família
Nutan Samarth nasceu em 4 de junho de 1936 em Bombaim em uma família marata hindu Chandraseniya Kayastha Prabhu como a mais velha dos quatro filhos do diretor-poeta Kumarsen Samarth e sua esposa atriz e cineasta Shobhna. Kumarsen foi um dos primeiros desenvolvedores da Divisão de Filmes da Índia. Sua avó materna Rattan Bai e sua tia Nalini Jaywant também eram atrizes. Ela cresceu com complexos porque foi considerada muito magra na infância. Ela tinha duas irmãs: as atrizes Tanuja e Chatura e um irmão, Jaideep. Seus pais se separaram antes do nascimento de Jaideep. As atrizes Kajol e Tanishaa Mukerji são sobrinhas de Nutan. Sua sobrinha Kajol mais tarde compartilhou seu recorde de maior número de vitórias de Melhor Atriz no Filmfare.
Quando criança, Nutan foi para a Villa Theresa School e mais tarde foi educada na Baldwin Girls' High School em Bangalore. Embora ela se sentisse atraída pelas artes cênicas desde a infância e gostasse de cantar e dançar, ela gostava de aritmética e geografia na escola. Ela teve aulas de música clássica por quatro anos com Jagannath Prasad. Em 1953, quando sua carreira cinematográfica já havia começado, ela foi para a Suíça para continuar seus estudos em La Chatelaine, uma escola de aperfeiçoamento. Ela foi enviada para lá a mando de sua mãe após o intenso trabalho de Nutan em filmes e grande perda de peso. Ela descreveu o ano que passou lá como o mais feliz de sua vida e voltou para casa um ano depois, tendo ganhado dez quilos.

## Vida pessoal
Nutan casou-se com o tenente-comandante da Marinha indiana Rajnish Bahl em 11 de outubro de 1959. Seu único filho, Mohnish, nasceu em 14 de agosto de 1961, e é um ator consagrado de televisão e cinema. Ele é casado com a atriz Ekta Sohini.  Sua filha (neta de Nutan) Pranutan Bahl, em homenagem a Nutan, também é atriz de cinema. Nutan gostava de caçar. Seu marido morreu em um acidente de incêndio em seu apartamento em 2004.

## Doença e morte
Nutan foi diagnosticada e tratada de câncer de mama em 1990. Em fevereiro de 1991, ela foi internada no Breach Candy Hospital em Mumbai depois de adoecer. Naquela época, ela estava filmando Garajna e Insaniyat. Ela morreu às 12h07 (IST) do dia 21 de fevereiro de 1991.

## Arte e legado
Nutan é considerada uma das maiores atuantes do cinema indiano. Ela se destacou por sua disposição em desempenhar papéis não convencionais e vários de seus papéis foram rotulados de "inovadores". Em 2011, Rediff.com a listou como a terceira maior atriz de todos os tempos, depois de Nargis e Smita Patil. Em 2012, Nutan foi colocada em 10.º lugar pela NDTV em sua lista de "A atriz mais popular de todos os tempos. Em 2022, ela foi colocada na lista das 75 melhores atrizes de Bollywood do Outlook India. The Times of India a colocou em sua lista de "50 rostos bonitos". Em 2023, o jornalista Rajeev Masand a nomeou uma das melhores atrizes do cinema hindi de todos os tempos.

"Bandini é talvez o melhor papel de Nutan de todos os tempos. Nutan passa por todas as fases de uma garota atingida pelo amor - o primeiro rubor quando suas bochechas ficam vermelhas com a simples menção do nome, a felicidade que ela sente ao interpretar sua falsa esposa. Nutan parece enlouquecida de tristeza e ódio quando ela comete os atos mais sujos. Sua luta interior enquanto ela reflete entre escolher seu primeiro amor e o antigo é talvez uma das melhores cenas já filmadas."

—Filmfare sobre a atuação de Nutan em Bandini (1963)
Filmfare chamou seu rosto de "amigável à câmera" e disse: "Além de uma figura ágil, Nutan foi dotado de um dos rostos mais amigáveis à câmera do setor. Pode-se filmá-la de qualquer ângulo e ficou perfeito." Atrizes como Sadhana e Smita Patil notaram Nutan como sua influência. Sadhana certa vez foi citado como tendo dito: "Se houve alguma atriz que eu me modelei, foi a versátil Nutan em Seema, Sujata e Bandini. Parakh foi um filme onde eu realmente segui Nutan." O cineasta Sanjay Leela Bhansali disse: "Não se fazem mais atrizes como ela." A cantora Lata Mangeshkar disse que Nutan era uma atriz que fazia justiça à sua voz na tela.
M.L. Dhawan, do The Tribune, observou: "Nutan ajustou sua entrega de diálogo com uma voz evocativa. Um lance natural foi a marca registrada da entrega de diálogo de Nutan. Ela era discreta e suave, pois era apimentada e sarcástica e ainda assim causou um forte impacto. Ela desempenhou o papel principal ou pelo menos compartilhou igualdade com a contraparte masculina." De acordo com a Encyclopædia Britannica, Nutan "desenvolveu um estilo de atuação natural sob a direção de Bimal Roy." Arushi Jain, do The Indian Express, afirmou que "a atriz deixou uma marca indelével nas mentes daqueles que tiveram a sorte de assisti-la na tela prateada." Shantanu Ray Chaudhuri, do The Telegraph, observou que "Nutan ensaiou uma série de papéis que foram avaliados tanto criticamente quanto como estrela." Nutan era conhecida por seu retrato matizado e por suas personagens femininas que ficavam "ombro a ombro" com os personagens masculinos. A atuação de Nutan em Bandini foi listada em "25 Maiores Performances de Atuação do Cinema Indiano" pela Forbes. A lista de "80 performances icônicas" da Filmfare a colocou em 49.º lugar para o mesmo filme.

## Tributos e homenagens

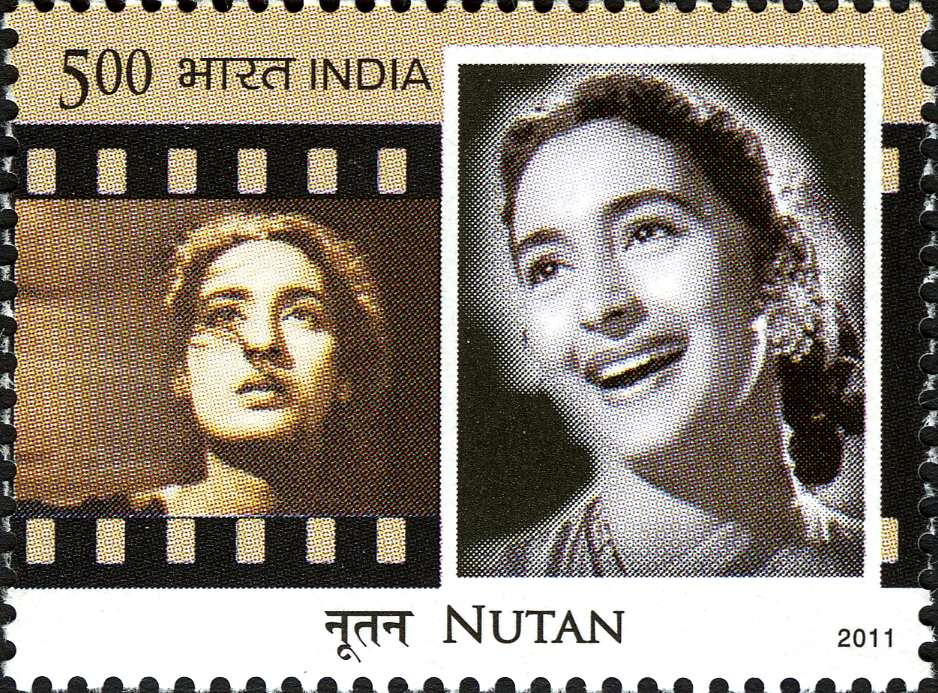
Nutan em um selo de 2011 da Índia

A narrativa de Nutan é retratada no livro Nutan – Asen Mi Nasen Mi (que significa 'se existirei ou não') escrito pela famosa autora marata Lalita Tamhane. Sua biografia foi lançada pela atriz Madhuri Dixit em 2016. Em fevereiro de 2011, um selo postal, com a foto de Nutan, foi lançado em homenagem a ela pelo governo da Índia. No 81.º aniversário de Nutan em 2017, o Google a comemorou com um Doodle.
Prestando-lhe uma homenagem, a cantora Lata Mangeshkar disse que "se for necessário classificar as atrizes por suas proezas de atuação, o nome de Nutan estará no topo." A atriz Sonam Kapoor recriou a famosa pose de Nutan de Saraswatichandra e chamou a atriz de sua "favorita". A atriz Tara Sutaria chamou Nutan de "fascinante" e disse que sua geração perde o "adaa e nazaaqat" de Nutan. Lalit Kumar observou que a atriz desempenhou "cada papel com uma certa superioridade moral e graça". The Bimal Roy Film and Memorial Society organizou uma retrospectiva de três dias para marcar o 83.º aniversário de nascimento de Nutan em 2019.